# Adéla z Toulouse
Adéla z Toulouse (okcitánsky Azalaís de Tolosa, francouzsky Adélaïde de Toulouse, 1158? - 20. prosince 1200) byla manželkou Rogera Trencavela, vikomta z Béziers a Carcassonne, múzou trubadúra Arnauta z Mareuil a přívrženkyní katarského hnutí.

## Život
Narodila se na hradě Burlats jako dcera toulouského hraběte Raimonda V. a Konstancie, dcery francouzského krále Ludvíka VI. Roku 1171 byla provdána za vikomta Rogera Trencavela a její bratr Raimond se oženil s Rogerovou sestrou Beatrix. Dvojité sňatkové spojení mělo za úkol upevnit mír mezi oběma rody a jméno Adélina jediného syna Raimonda Rogera,narozeného roku 1185, bylo složeninou jmen manžela a otce. Mír nevydržel dlouho, Roger se později se švagrem Raimondem dostal opět do sporu a kromě toho Raimond svou ženu Beatrix donutil vstoupit do kláštera.
| «Paní, padám na kolena, ruce spínám v odevzdání, přijmiž vaše smilování mne co sluhu do závazku a slibte mi svoji lásku!... Paní, víc smím žádat stěží. Zdrávu kéž vás Pánbůh střeží! Uzdravte mě, léků znalá, láska k vám mě překonala! « |
| Arnaut z Mareuil |

Roku 1194 Roger Trencavel zemřel a výchovu syna svěřil místo Adéle Bertrandovi ze Saissacu, svému katarskému vazalovi. Vdova Adéla zemřela zřejmě okolo Vánoc roku 1200 a byla pohřbena po manželově boku v klášteře Cassan.
Byla mecenáškou mnoha trubadúrů. Arnaut z Mareuil ji zval hraběnkou z Burlats a jeho přeživší básně mohou být chápány jako výraz něžného citu. Jeho údajným sokem v lásce k vznešené paní byl aragonský král Alfons, který ji podle jedné z básní žárlivě přesvědčoval, aby ukončila své přátelství s Arnautem.